# Methanol to Olefins
Methanol To Olefins (MTO) ist ein Verfahren, um aus Methanol ein Gemisch aus Ethen und Propen herzustellen.
An einem hochselektiven Siliziumaluminiumphosphat-Zeolith-Katalysator wird aus Methanol über das Zwischenprodukt Dimethylether eine Mischung aus Ethen und Propen gebildet. Das Verhältnis von C3 zu C2-Olefinen kann durch Wahl der Prozessbedingungen variiert werden und bewegt sich zwischen 0,77 beim Ethylenmodus und 1,33 beim Propylenmodus. Der Katalysator verliert aufgrund von Kohlenstoffablagerungen mit der Zeit an Aktivität und muss durch zyklisches Abbrennen dieser koksartigen Verbindungen regeneriert werden. Dazu wird der Prozess im sogenannten Wirbelschicht-Verfahren durchgeführt (siehe auch Cracken).
Dieses Verfahren stellt eine Möglichkeit dar, Olefine bevorzugt aus Erdgas, aber auch aus Kohle oder Schweröl über den Umweg Methanolherstellung zu synthetisieren. Da Methanol auch durch Biomassevergasung (daher der alte Trivialname „Holzgeist“) oder Vergärung von Pektinen gewonnen werden kann, ist dieses Verfahren potenziell für Grüne Chemie interessant. Die Qualität des im MTO-Verfahrens eingesetzten Methanols kann dabei vom Roh- bis hin zum hochreinen Methanol variieren.